# Cappelle-Brouck
Cappelle-Brouck (in olandese Kapellebroek che significa cappella del ponte) è un comune francese di 1 179 abitanti situato nel dipartimento del Nord nella regione dell'Alta Francia.

## Società

### Evoluzione demografica
Abitanti censiti